# Юргіс Матулайтіс
Юргіс Матулайтіс-Матулевічус, також відомий як Єжи Болеслав Матулевич-Матулайтіс (13 квітня 1871 — 27 січня 1927) — литовський прелат римо-католицької церкви, який служив єпископом Вільнюса з кінця 1918 до своєї відставки в 1925. Матулайтіс був також засновником таких релігійних організацій, як Сестри Непорочного Зачаття та Служебниці Ісуса в Євхаристії; служив Генеральним настоятелем Отців Маріанів з 1911 до своєї смерті. Таємно працював над відродженням ордену Отців Марії, після того, як російська влада придушила всі релігійні ордени, і Матулайтіс навіть залишив свою посаду вчителя, щоб краще присвятити себе цьому таємному відродженню. Він був відомим учителем і духовним керівником, який створив інші гілки ордену у Швейцарії та Сполучених Штатах, далеко від російської влади.
У 1982 отримав титул Преподобного. Папа Іван Павло II беатифікував покійного єпископа 28 червня 1987 в Соборі Святого Петра і назвав єпископа «людиною Божого серця».

## Життєпис
Юргіс Матулайтіс-Матулявічюс народився 13 квітня 1871 в сім'ї бідних фермерів Андреа та Орсоли і був останнім з восьми дітей; його охрестили в парафіяльному костелі (яким керував Орден Маріанів) у Маріямполі.
Він дізнався про віру на уроках катехізису в церкві від отця Юргіса Чешнаса. Пізніше Матулайтіс залишився сиротою через смерть батька в 1874 та матері в 1881. Мати навчила його рідної мови, хоча Матулайтіс вивчав російську в школі, оскільки його навчали цією мовою. Його старшим братом був Джон, а старшою сестрою — Емілія, яка доглядала за ним, коли їхні батьки померли.
У 1904 у Матулайтіса розвинулася слабкість у правій руці та нозі, через що він не міг працювати з братом на фермі, а також не ходив на уроки в школі і змушений був деякий час ходити на милицях. Дещо пізніше його хворобу діагностували як туберкульоз кісток, яким він страждав усе життя.
Матулайтіс любив проводити час наодинці, і це дозволило йому розвинути свій гострий інтелект. Рідний дядько-священник із Варшави помітив його потенціал і запропонував подбати про середню освіту свого племінника (1879—1886), щоб підготувати його до церковних студій, які він розпочав у 1891. У 1893 Матулайтіс продовжив навчання у Варшаві. Але коли цивільна влада закрила школу, він перейшов до Петербурзького духовного училища, щоб продовжити навчання. Матулайтіс став духовним учнем Гонората Козьмінського і написав дисертацію про теологічні позиції Російської Православної Церкви, що змусило його викладачів повірити, що у нього є майбутнє в екуменічних зусиллях. Матулайтіс також став досвідченим латиністом, який опанував польську, а також французьку та німецьку мови.
Юргіс Матулайтіс був висвячений на священника 20 листопада 1898. Високі академічні оцінки Юргіса спонукали місцевого єпископа відправити його до Фрібурзького коледжу в Швейцарії для написання докторської дисертації. Фрібург став місцем для вільного обговорення сумного стану литовської батьківщини, оскільки вона була далеко за російськими кордонами. Матулайтіс та інші литовські студенти часто обговорювали культурне відродження, яке дозволило би відновити віру. Він переконався, що релігійні ордени найкраще підходять для роботи такого відродження, і тому поїхав додому в Маріямполе, щоб обговорити з одним із останніх членів пригніченого Маріанського ордену можливість його таємного відродження. Поїздки до Риму та Маріямполе поклали початок плану, який схвалив настоятель ордену Вінцентій Сенкус.
Матулайтіс отримав ступінь доктор богослов'я у Швейцарії, а потім повернувся викладати латинську мову та канонічне право для семінаристів у Кельце. У 1907 він очолив новостворений соціологічний факультет, а потім став проректором Санкт-Петербурзького духовного училища, де почав викладати догматику. У цей час таємно відбувалося відновлення Ордену Маріанців. Папа Пій X затвердив нову тимчасову конституцію, що дозволяла йому таємно складати обітниці як визнаного члена ордену в 1909 р. Смерть останнього перед придушенням маріянства призвело до раптової зустрічі з о. Сенкусом 14 липня 1911, на якій орден обрав Матулайтіса Генеральним настоятелем ордену, який на той момент складався з нього та двох інших священників, хоча були семінаристи, які готувалися приєднатися до групи. Матулайтіс був шанованим учителем, проте його таємна робота з маріанцями поставила під загрозу оновлення ордену і роботу школи. Матулайтіс вирішив, що настав час піти у відставку.
Згодом він почав відвойовувати власність старого ордену, одночасно засновуючи релігійні приміщення та будинки для навчання нових послушників у Польщі та Швейцарії, а також у Чикаго в Сполучених Штатах (1913). Саме тоді, коли здавалося, що робота Маріанського оновлення пускає коріння, до Матулайтіса дійшли чутки, що його розглядають на посаду єпископа. 23 жовтня 1918 він прийняв пропозицію папи Бенедикта XV служити єпископом Вільнюса.
15 жовтня 1918 Матулайтіс заснував орден «Сестер Непорочного Зачаття». Пізніше, у 1924 в Білорусі він заснував ще один орден — «Служебниць Ісуса в Євхаристії». Матулайтіс отримав єпископське освячення 8 грудня 1918 р., перш ніж формально отримати нову єпархію.
Але єпархія Матулайтіса була в центрі постійного конфлікту, що означало, що різні сили часто окуповували регіон. Це виявилося надто виснажливим для єпископа, який у 1925 р. подав прохання про звільнення від душпастирських обов'язків, яке Папа Пій XI схвалив. Але папа швидко підніс Матулайтіса до сану архієпископа і доручив йому домовитися про конкордат між папою та Литвою, а також узаконити єпархії нової нації.
У червні 1926 Матулайтіс вдруге відвідав Сполучені Штати, де взяв участь у Євхаристійному конгресі в Чикаго. Він повернувся до Литви і завершив переговори з литовським урядом. У Каунасі, де діяла комендантська година, Матулайтіс захворів на гострий апендицит, через що його госпіталізували в клініку Гаґенторна, де зробили операцію. Юргіс Матулайтіс помер від розриву апендикса під час операції. 24 жовтня 1934 його останки були перенесені на батьківщину до церкви Святого Архистратига Михаїла в невелику каплицю під вівтарем.

## Беатифікація
Процес беатифікації покійного єпископа розпочався як у Каунасі, так і в Римі в рамках інформаційного процесу, який тривав з 1953 до 1956 р., тоді як його духовні твори отримали богословське схвалення 26 червня 1959 після дослідження. Офіційний вступ до справи відбувся за Папи Павла VI 9 лютого 1967, коли Матулайтіса було названо Слугою Божим. Апостольський процес, який пізніше проводився з 1971 по 1972 р. для додаткових досліджень і запитів перед Конгрегацією у справах святих (CCS), підтвердив процеси в Римі 7 березня 1975. Офіційні особи CCS та їхні консультанти схвалили цю справу 27 жовтня 1981, а також лише CCS — 9 березня 1982. Папа Іван Павло II підтвердив, що Матулайтіс провів зразкове життя та мав героїчні чесноти, і 11 травня 1982 року назвав його Високошанованим.
Але беатифікація Матулайтіса залежала від підтвердження чуда. Один такий випадок — зцілення — було досліджене в єпархії його походження, і він отримав підтвердження CCS до того, як медичні експерти схвалили його 15 січня 1986. Теологи наслідували цей приклад 9 травня 1986, як і CCS 17 червня 1986, перш ніж Іван Павло ІІ остаточно схвалив випадок зцілення 30 червня 1986. Іван Павло ІІ беатифікував Матулайтіса 28 червня 1987 в соборі Святого Петра.
Нинішнім постулятором цієї справи є Анджей Пакула.
На момент беатифікації Матулайтіса було близько 1000 заяв про чудеса, які приписуються його заступництву.